# Bruno Grosse
Bruno Grosse (* 13. Juli 1892 in Neu-Ulm; † 18. Mai 1976 in Heilbronn) war ein deutscher Maler.

## Leben
Er absolvierte sein Abitur in Neu-Ulm und studierte anschließend Kunsterzieher an der Staatlichen Akademie der Bildenden Künste in München bei Zügel. Am Ersten Weltkrieg nahm er als Flieger teil. 1926 kam er als Kunstlehrer nach Heilbronn, wo er zunächst am Realgymnasium (späteres Robert-Mayer-Gymnasium Heilbronn) und nach dem Zweiten Weltkrieg am Elly-Heuss-Knapp-Gymnasium Heilbronn Kunst unterrichtete. 1929 wurde er zum Vorsitzenden des Heilbronner Künstlerbunds gewählt, jedoch galten seine Werke ab 1934 als Entartete Kunst. Im Zweiten Weltkrieg nahm er nochmals bei der Luftwaffe teil. Von 1951 bis 1953 stand er erneut dem Künstlerbund Heilbronn vor. 1957 trat er in den beruflichen Ruhestand.

## Werk
Grosses künstlerisches Werk umfasst vor allem impressionistische, im Spätwerk auch expressionistische Landschaftsgemälde. Er nahm an zahlreichen Gruppen- und Einzelausstellungen teil. Einige seiner Werke befinden sich in öffentlichem Besitz, u. a. das Ölgemälde Bolsena See im Besitz der Städtischen Museen Heilbronn.